# سیلم (آلاباما)
سیلم (به انگلیسی: Salem) یک منطقهٔ مسکونی در ایالات متحده آمریکا است که در شهرستان لی، آلاباما واقع شده‌است. سیلم ۶٬۴۲۸ نفر جمعیت دارد.